# Maltypus bakeri
Maltypus bakeri es una especie de coleóptero de la familia Cantharidae.

## Distribución geográfica
Habita en Luzón (Filipinas).